# Meriwether Lewis
 Der er for få eller ingen kildehenvisninger i denne artikel, hvilket er et problem. Du kan hjælpe ved at angive troværdige kilder til de påstande, som fremføres i artiklen.

Meriwether Lewis (18. august 1774 – 11. oktober 1809) var en amerikansk opdagelsesrejsende, soldat, og embedsmand. Han er bedst kendt for sin rolle i Lewis og Clark-ekspeditionen (1804–1806) som havde til formål at udforske det vestlige Amerika.
Efter sin hjemkomst fra Lewis og Clark-ekspeditionen modtog han en belønning på 1500 acres (~6 km²) land og blev udnævnt til guvernør over Missouri. Han bosatte sig dernæst i St. Louis, Missouri. 
I 1809 rejste Lewis ad Natchez Trace. Ved Grinder's Stand (Grinders Kro, "stand" var den betegnelse, man brugte for kroerne langs vejen) i Tennessee, gjorde han holdt. I løbet af natten blev han dræbt med to skud. Der hersker stadig stor tvivl om, hvorvidt der var tale om selvmord (Lewis var i stor økonomisk krise, og han var temmelig beruset og lånte krudt af kroværtinden), eller om han blev myrdet (kroejeren, Robert Grinder, var en af Lewis´ værste rivaler, og der var også banditter i området, så der kunne være tale om rovmord). Ingen kender sandheden om Lewis' død, men det er en kendsgerning, at han ligger begravet ved Grinder's Stand, knap 100 km syd for Nashville. Et monument viser, hvor graven ligger.